# Джоан Смоллс
Джоан Родрігес Смоллс (ісп. Joan Rodriguez Smalls; народилася 11 липня 1988, Сан-Хуан) — пуерториканська топ-модель.

## Біографія
Народилася в бідній родині в Пуерто-Рико. Малою дуже любила тварин, тому мріяла стати ветеринаркою. Однак пізніше почала цікавитися модою. Після закінчення школи вступила до місцевого інституту на факультет психології. 
Після закінчення інституту переїжджає в Нью-Йорк, де у 2007 році на неї звертає увагу агентство Elite Model Management, підписує контракт, позує для різних каталогів одягу. 
Першою її серйозною роботою став виступ на показі Tory Burch у 2007 році в Нью-Йорку. Наступного року модель стала новим обличчям американського бренду Ports 1961. Знялася в кліпі Рікі Мартіна «It's Alright» в одній з головних ролей.
У 2009 році змінює агентство та укладає контракт із IMG Models, що позитивно вплинуло на її кар'єру. У 2009 році бере участь у показі будинку Givenchy, після якого здобуває світову популярність. її стали запрошувати виступити на своїх показах найвпливовіші бренди модної індустрії. Родрігес Смоллс стала обличчям Neiman Marcus, знялася для J.Crew, стала головною героїнею кампаній таких брендів, як Oscar de la Renta, Hermès, Burberry Prorsum.
У різний час брала участь у показах: Alberta Ferretti, Alexander Wang, Altuzarra, Anna Sui, Anthony Vaccarello, Balmain, Bill Blass, Blumarine, Carolina Herrera, Chanel, Christian Dior, Derek Lam, Diane von Furstenburg, Dolce & Gabbana, Donna Karan, Emilio Pucci, Ermanno Scervino, Etro, Fendi, Gareth Pugh, Giambattista Valli, Givenchy, Gucci, Hakaan, Isabel Marant, Jason Wu, Jean Paul Gaultier, Kanye West, Marc Jacobs, Max Mara, No. 21, Oscar de la Renta, Prabal Gurung, Proenza Schouler, Rag & Bone, Ralph Lauren, Rue Du Mail, Salvatore Ferragamo, Stella McCartney, Tommy Hilfiger, Tory Burch, Vera Wang, Victoria Beckham, Viktor & Rolf і інші.
У 2011, 2012, 2013, 2014, 2015 і 2016 роках була запрошена на показ компанії «Victoria's Secret».
У 2013 році Джоан Родрігес Смоллс зайняла перший рядок рейтингу «50 найкращих моделей» порталу Models.com. Неодноразово її фото з'являлися на обкладинках і сторінках таких глянців, як Vogue, W, Harper`s Bazaar і ELLE. У 2015 році знялася для Garage і Porter, а також відомого календаря Pirelli.